# Věžná (okres Pelhřimov)
Obec Věžná (německy Wieschna) se nachází v okrese Pelhřimov v Kraji Vysočina. Žije zde 139 obyvatel.

## Historie
První písemná zmínka o obci pochází z roku 1358.

## Pamětihodnosti
- Kostel svatého Jiří
- Fara

## Části obce
- Věžná
- Brná

## Galerie

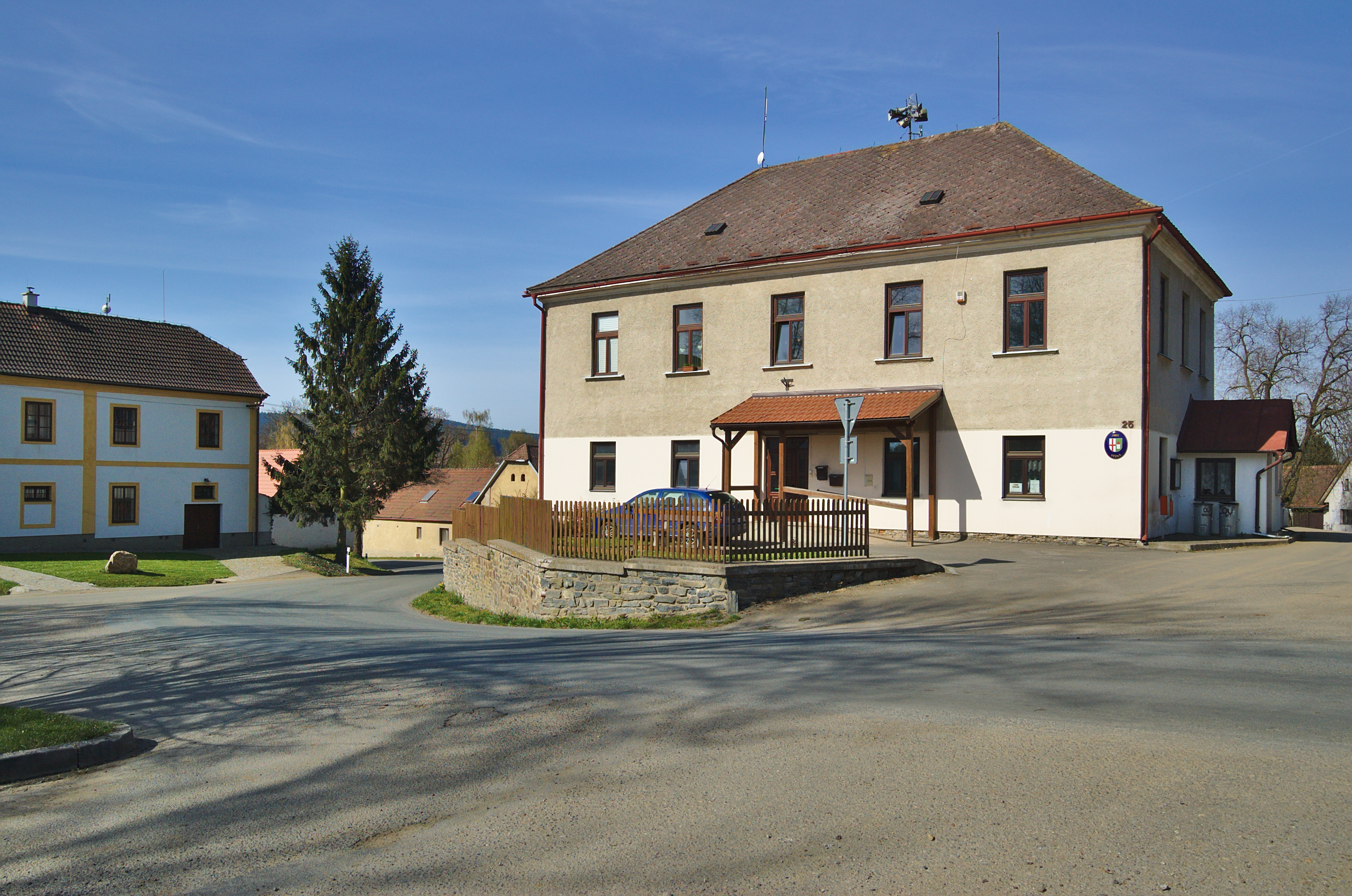
Obecní úřad
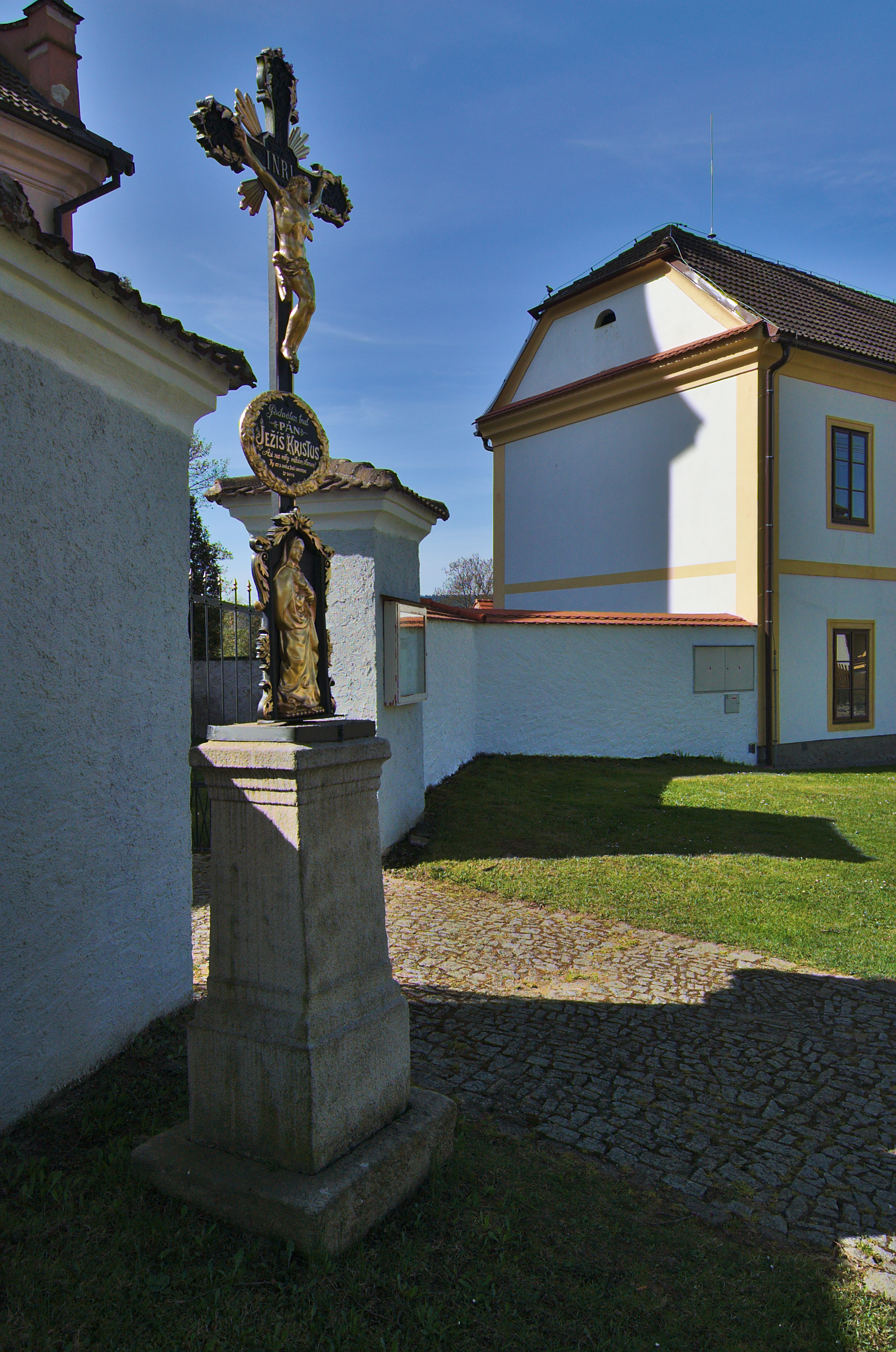
Kříž před kostelem
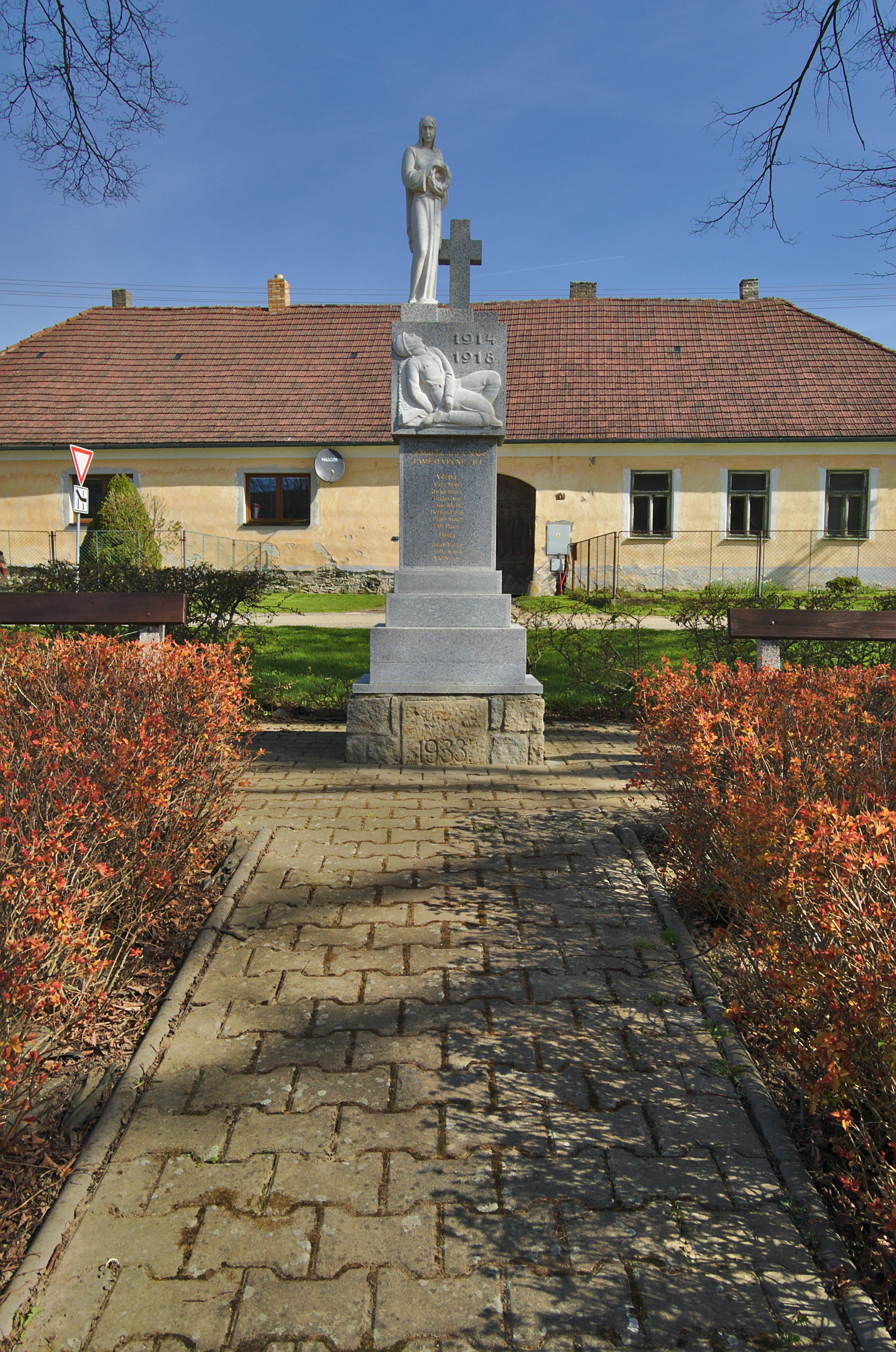
Památník obětem první světové války na návsi
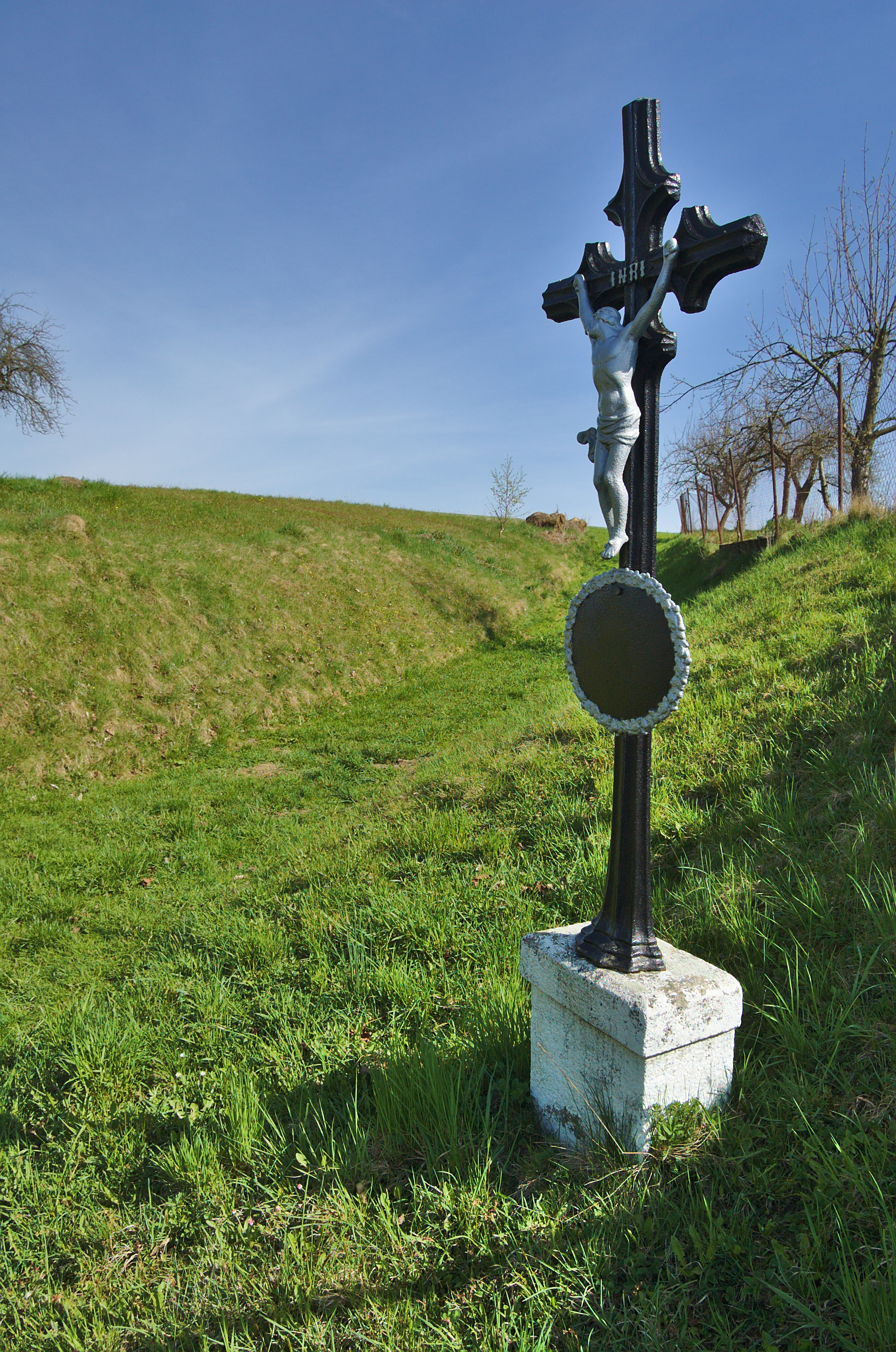
Kříž severně od obce
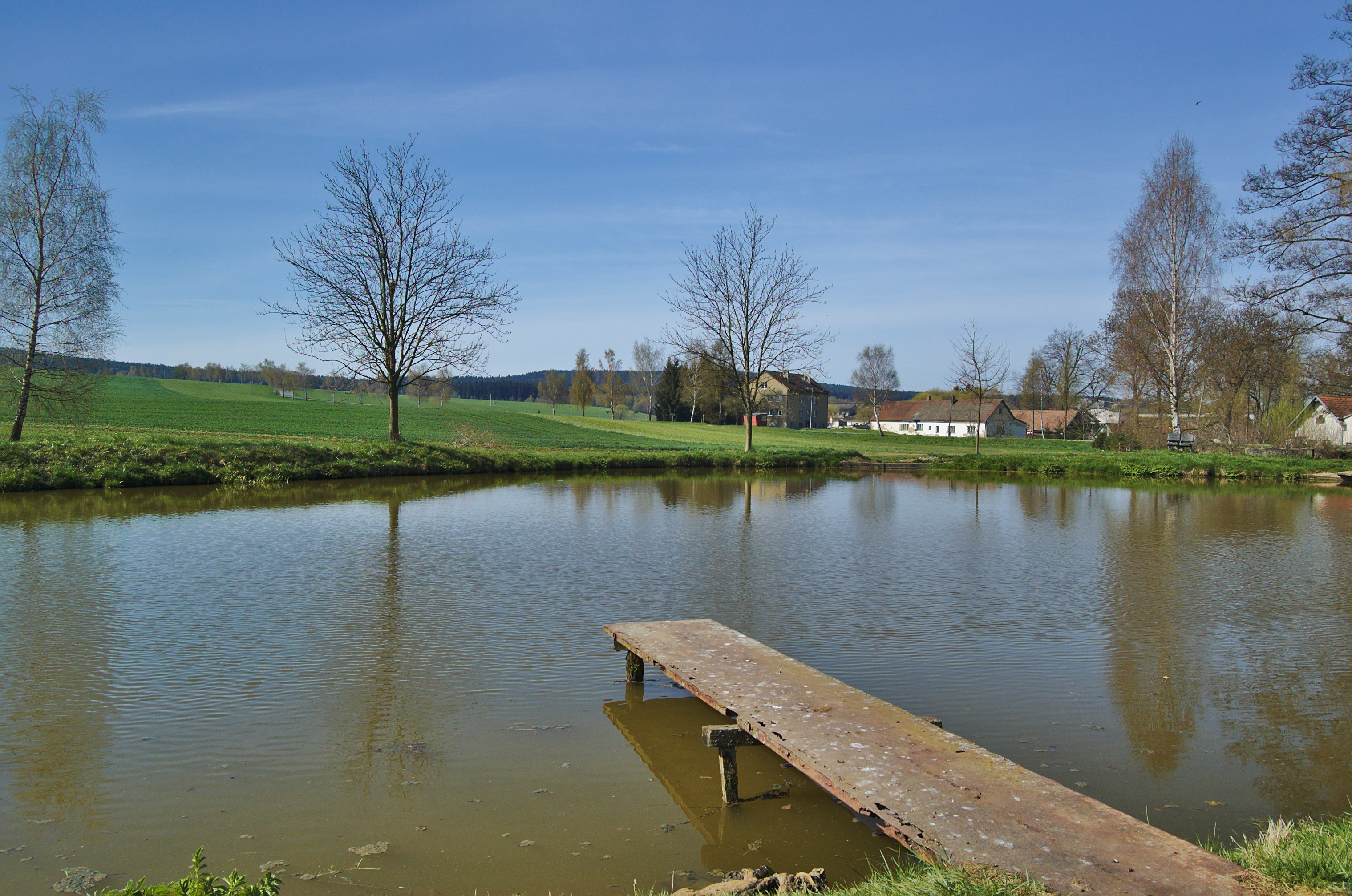
Rybník u kostela